# 기술철학
기술철학(技術哲學, philosophy of technology)은 기술에 관한 문제들을 다루는 철학의 한 갈래이다. 기술철학자 장-이브 고피(Jean-Yves Goffi)에 따르면 서양 철학의 다른 분과들과 마찬가지로 기술철학 또한 그 기원을 플라톤에게서 찾을 수 있다. 고피는 플라톤의 저작에 등장하는 기술에 대한 논의를 기술의 존재론, 기술의 인간학, 그리고 기술에 대한 평가라는 세 영역으로 구별하면서, 이같은 세 영역의 물음이 현대의 기술철학자들에게서도 비슷하게 제기되고 있음을 지적하였다. 고피의 논의에 기반하여 기술철학의 주요 흐름을 다음과 같이 세 가지로 나누어 이해할 수 있다. 단, 이 세 가지 흐름은 대부분의 경우 하나의 기술철학 논의 안에서 공존한다는 점에 유의할 필요가 있다.
1. 기술의 존재론: 기술 혹은 기술적 존재자로서의 기계에 고유한 존재론적 특성을 탐구한다.
2. 기술의 인간학: 기술을 생산하고 사용하는 것이 인간이라는 점에 주목하면서, 인간과 기술 사이의 관계 양상을 주요 쟁점으로 다룬다. 앙리 베르그송의 호모 파베르 개념, 마르틴 하이데거로부터 시작되는 현상학적 기술철학, 카를 마르크스의 기술철학을 비롯하여 기술과 문화, 기술과 사회, 기술과 정치의 관계에 대해 전개된 다양한 철학적 논의들이 모두 여기에 포함된다.
3. 기술에 대한 가치론적 논의: 기술 전체 혹은 기술의 일부분에 대해 긍정적이거나 부정적인 가치 평가를 시도한다. 양 극단에는 기술지상주의와 기술비관주의가 각각 위치하며, 자크 엘륄과 같은 문명비평가들의 논의가 여기에 주로 속한다.

## 대표적인 기술철학자들
- 카를 마르크스 (1818~1883)
- 마르틴 하이데거 (1889~1976)
- 발터 벤야민 (1892~1940)
- 루이스 멈퍼드 (1895~1990)
- 마셜 매클루언 (1911~1980)
- 자크 엘륄 (1912~1994)
- 빌렘 플루세르 (1920~1991)
- 장 보드리야르 (1929~2007)
- 브뤼노 라투르 (1947~2022)
- 피에르 레비 (1956~)
- 닉 보스트롬 (1973~)